# Veeltepelmuis
De veeltepelmuis (Mastomys natalensis) is een knaagdier uit het geslacht Mastomys dat voorkomt in alle delen van Afrika ten zuiden van de Sahara, behalve het droge zuidwesten (waar de gelijkende Mastomys coucha voorkomt). De veeltepelmuis komt overal algemeen voor; mogelijk is hij het meest wijdverspreide Afrikaanse zoogdier. Binnen dit verspreidingsgebied kunnen zes genetische groepen onderscheiden worden: één in West-Afrika, één in Centraal-Afrika, één in Zuid-Afrika en drie in Oost-Afrika. Deze soort leeft meestal in savannes met meer dan 600 mm jaarlijkse neerslag, maar kan in allerlei habitats voorkomen, behalve bossen. Het dier komt ook in gebouwen voor en kan een plaag worden. Deze dieren vormen een reservoir voor de pest; ze kunnen de ziekte op mensen overdragen. Ze zijn ook het belangrijkste reservoir voor het lassavirus.
De rug is grijsbruin, met wat lichtere flanken, de onderkant donkergrijs. De voeten zijn wit. De staart, die aan de bovenkant wat donkerder is dan aan de onderkant, is bedekt met fijne haartjes. Vrouwtjes hebben tot 12 paren van mammae, vandaar ook de naam veeltepelmuis. De totale lengte bedraagt 22 tot 27,5 cm, de staartlengte 10 tot 14 cm en het gewicht 47 tot 81 gram.
De veeltepelmuis is een alleseter, die meestal zaden, fruit, gras en insecten eet. Soms eet het dier ook vlees. Deze soort kan zich zeer snel vermenigvuldigen. De voortplanting gaat het hele jaar door, hoewel in de winter wat minder. Na een zwangerschap van 23 dagen kunnen vrouwtjes tot 22 jongen krijgen, maar meestal krijgen ze er zes tot twaalf. Vrouwtjes kunnen na elf weken hun eerste nest krijgen. Het dier is 's nachts actief en slaapt in nesten van vegetatie die gebouwd worden in rotsspleten, onder boomwortels of omgevallen bomen of in holen.
Ze worden ook steeds vaker in gevangenschap als huisdier gehouden.
Mastomys angolensis · Mastomys awashensis · Mastomys batei† · Mastomys coucha · Mastomys erythroleucus · Mastomys galilensis† · Mastomys huberti · Mastomys kollmannspergeri · Mastomys levantinus† · Veeltepelmuis (Mastomys natalensis) · Mastomys shortridgei